# مردان ایکس: روزهای گذشته آینده
مردان ایکس: روزهای گذشته آینده (به انگلیسی: X-Men: Days of Future Past) یک فیلم ابرقهرمانی محصول سال ۲۰۱۴ آمریکا به کارگردانی برایان سینگر، که بر اساس مجموعه کتاب‌های مصور مردان ایکس کمپانی مارول کامیکس ساخته شده است. این هفتمین قسمت در سری فیلم‌های مردان ایکس است که مستقیماً ادامه نسخه مردان ایکس: آخرین ایستادگی در سال ۲۰۰۶ و مردان ایکس: کلاس اول در سال ۲۰۱۱ می‌باشد. در این فیلم ستارگانی همچون هیو جکمن، جیمز مک‌آووی، مایکل فاسبندر، هلی بری، آنا پاکوین، جنیفر لارنس، الن پیج، پیتر دینکلیج، پاتریک استوارت و ایان مک‌کلن ایفای نقش می‌کنند.

## داستان
در سال ۲۰۲۳ و در دنیایی دیستوپیایی، ربات‌هایی به نام سنتینل‌ها به شکار و قتل جهش‌یافته‌ها می‌پردازند و حتی انسان‌هایی را که توانایی داشتن فرزندان جهش‌یافته دارند یا قصد محافظت از آن‌ها را دارند، هدف قرار می‌دهند. در مسکو، این ربات‌ها به بازماندگان گروه مردان ایکس شامل شادوکت (کیتی)، کلازوس، بلینک، وارهپث، بیشاپ، آیسمن و سان‌اسپات حمله می‌کنند. جهش‌یافته‌ها با فداکاری خود فرصتی به کیتی می‌دهند تا هوش و آگاهی بیشاپ را چند روز به گذشته بفرستد و بدین‌وسیله به دیگران درباره حمله پیش رو هشدار دهد و جان آن‌ها را نجات دهد.
پس از جلوگیری از این حمله، گروه به معبدی دورافتاده در چین پناه می‌برد و به آن‌ها استورم، ولورین، پروفسور ایکس و مگنتو ملحق می‌شوند. پروفسور ایکس توضیح می‌دهد که برنامه سنتینل‌ها ابتدا توسط بولیوار تراسک، طراح سلاح، در دهه ۱۹۷۰ شکل گرفت؛ اما رِیون (میستیک) او را در سال ۱۹۷۳ ترور کرد. دولت پس از این اتفاق، برنامه سنتینل‌ها را تصویب کرد و رِیون را دستگیر و شکنجه داد و از DNA او برای ساخت ربات‌هایی استفاده کرد که قادر به سازگاری با قدرت‌های جهش‌یافته‌ها بودند. ایکس قصد دارد به سال ۱۹۷۳ بازگردد و جلوی ترور تراسک را بگیرد تا آینده را تغییر دهد. اما از آنجا که سفر در زمان برای ایکس کشنده است، ولورین داوطلب می‌شود و با توجه به قدرت‌های شفا بخشی‌اش می‌تواند این سفر را تحمل کند.
ولورین در سال ۱۹۷۳ از خواب بیدار می‌شود و به مدرسه مردان ایکس مراجعه می‌کند. هَنک مک‌کوی به او می‌گوید مدرسه به خاطر جنگ ویتنام تعطیل شده و لِهنشِر به جرم ترور جان اف کندی زندانی است. ایکس جوان و افسرده به الکل پناه برده و برای راه رفتن از سرمی استفاده می‌کند که باعث از دست دادن توانایی‌های تله‌پاتیک او شده است. ایکس که به دنبال رِیون است، با او توافق می‌کند تا به ولورین کمک کند. آن‌ها کوئیک‌سیلور، جهش‌یافته‌ای با سرعت فوق بشری، را به گروه می‌آورند و لهنشِر را از پنتاگون آزاد می‌کنند و درمی‌یابند که لهنشِر در واقع در حال تلاش برای نجات جان کندی بوده، که او هم جهش‌یافته است.
رِیون پی می‌برد که تراسک روی جهش‌یافته‌ها آزمایش می‌کند و نقشه ترور او را در مذاکرات صلح پاریس می‌چیند، اما ایکس، مک‌کوی و ولورین نقشه را خنثی می‌کنند. لهنشِر که می‌خواهد آینده را تغییر دهد، قصد کشتن رِیون را دارد که مک‌کوی جلوی او را می‌گیرد و به رِیون اجازه فرار می‌دهد، اما این اتفاق باعث می‌شود آن‌ها به عنوان جهش‌یافته‌ها افشا شوند. تراسک از این موقعیت استفاده کرده و رئیس جمهور نیکسون را قانع می‌کند تا برنامه سنتینل‌ها را تصویب کند.
لهنشِر کلاه‌خود خود را برمی‌دارد و با تزریق فولاد به سنتینل‌های آزمایشی تراسک، کنترل آن‌ها را به دست می‌گیرد. ایکس سرم را کنار گذاشته و با خواندن ذهن ولورین، با نسخه آینده خود ارتباط برقرار می‌کند که او را به محافظت از آینده جهش‌یافته‌ها و انسان‌ها تشویق می‌کند. پس از پیدا کردن رِیون با استفاده از کامپیوتر جهش‌یافته‌شناسی «سِربرو»، آن‌ها به واشنگتن دی‌سی می‌روند تا مانع ترور تراسک شوند.
در مراسم رونمایی از سنتینل‌ها توسط نیکسون، آن‌ها به دنبال رِیون می‌گردند. لهنشِر ظاهر شده، سنتینل‌ها را فعال می‌کند و ورزشگاه RFK را بالای کاخ سفید بلند می‌کند تا آنجا را محاصره کند. در درگیری، لهنشِر ولورین را با میلگرد زخمی می‌کند و او را به رودخانه پوتوماک می‌اندازد. نیکسون، تراسک و رِیون به پناهگاه زیر کاخ سفید پناه می‌برند، اما لهنشِر پناهگاه را از ساختمان جدا می‌کند تا همه را بکشد. در سال ۲۰۲۳، مردان ایکس در معبد در حال نبرد نهایی هستند و اکثر جهش‌یافته‌ها برای خرید زمان جان می‌دهند. در سال ۱۹۷۳، رِیون خود را نشان می‌دهد و لهنشِر را با اسلحه پلاستیکی بی‌هوش می‌کند و نیکسون و کابینه‌اش را نجات می‌دهد. پیش از کشتن تراسک، ایکس با تله‌پاتی رِیون را متقاعد می‌کند که او را نکشد. این موضوع باعث می‌شود مردم متوجه شوند که یک جهش‌یافته رئیس جمهور را نجات داده است. به همین دلیل برنامه سنتینل‌ها لغو شده و خط زمانی تغییر می‌کند و آینده تاریک سال ۲۰۲۳ از تاریخ محو می‌شود. جهش‌یافته‌های گذشته هرکدام به راه خود می‌روند و تراسک بعدها به جرم فروش اسرار نظامی به کشورهای خارجی بازداشت می‌شود.
ولورین در سال ۲۰۲۳ در مدرسه مردان ایکس بیدار می‌شود و می‌بیند که مدرسه همچنان فعال است و همه اعضا از جمله روگ، جین گری و اسکات سامرز زنده‌اند. او از ایکس درباره تاریخچه مدرن از ۱۹۷۳ تا حال می‌پرسد و وقتی می‌فهمد ولورین قبلی به اینجا بازگشته، ایکس رضایت می‌دهد. در سال ۱۹۷۳، ولورین توسط رِیون که خود را به شکل میجر ویلیام استرایکر درآورده، نجات پیدا می‌کند.
در صحنه پایانی بعد از تیتراژ، در دوران مصر باستان، مردمی ان صباح نور را به عنوان خدای خود ستایش می‌کنند، در حالی که او با قدرت تله‌کینزی سنگ‌های عظیمی را به هوا بلند کرده و در حال ساخت اهرام است و چهار سوارکار مرموزش از فاصله‌ای دور نظاره‌گر او هستند.

## نقش‌ها و شخصیت‌ها
- هیو جکمن در نقش لوگان / ولورین
- جیمز مک‌آووی و پاتریک استوارت در نقش چارلز اگزاویه / پروفسور ایکس
- لارنس بلچر در نقش چارلز اگزاویه ۱۲ ساله
- مایکل فاسبندر و ایان مک‌کلن در نقش اریک لنشر / مگنیتو
- جنیفر لارنس در نقش ریون دارکهولم / میستیک
- هلی بری در نقش اورورو مونرو / استورم
- نیکلاس هولت و کلسی گرمر در نقش هنک مک‌کوی / بیست
- آنا پاکوین در نقش ماری / روگ
- الن پیج در نقش کیتی پراید / شدوکت
- پیتر دینکلیج در نقش بولیوار ترسک
- شان اشمور در نقش بابی دریک / مرد یخی
- عمر سی در نقش اسقف
- ایوان پیترز در نقش پیتر ماکسیموف / نقره سریع
- دنیل کادمور در نقش پیتر راسپوتین / کلوسوس
- فن بینگ‌بینگ در نقش کلاریس فرگوسن / چشمک
- آدان کانتو در نقش لکه خورشیدی
- بوبو استوارت در نقش جیمز پراوداستار/وارپث
- جاش هلمن در نقش سرگرد ویلیام استرایکر
- فامکه یانسن در نقشجین گری
- جیمز مارسدن در نقش اسکات سامرز / سایکلاپس
- اِوِن جان‌آکایت در نقش توود (وزغ)
- مارک کاماچو در نقش ریچارد نیکسون